# Ferrocarril de La Dorada
El Ferrocarril de La Dorada fue una red ferroviaria de carga y pasajeros de Colombia, este sistema de transporte abastecía al municipio de La Dorada y al norte del departamento del Tolima, conectándolo con otras empresas de ferrocarriles y permitiendo el fácil transporte de mercancías y pasajeros entre diferentes regiones del país.

## Historia
El contrato inicial se dio el 6 de noviembre de 1872, bajo la Ley 108 de 16 de junio de 1873, el Gobierno había comisionado para hacer el trazado de la línea férrea al ingeniero Nicolás Pereira Gamba, quien cedió su concesión a la empresa británica Magdalena Railroad Company, construyendo el primer tramo entre Caracolí y Honda (1.6 km), y se dio al servicio el 15 de diciembre de 1881. Los gastos económicos traídos por la guerra civil de 1885 y la de 1895 retrasaron la construcción, finalmente en 1897 se termina el tramo hasta La María (hoy La Dorada, Caldas) y en 1907 se entrega Honda - Ambalema.

## Estaciones
- Ambalema
- Beltrán
- Santuario
- Guayabal
- Mariquita
- Honda (Estación Central)
- La María (La Dorada)

- Empalme

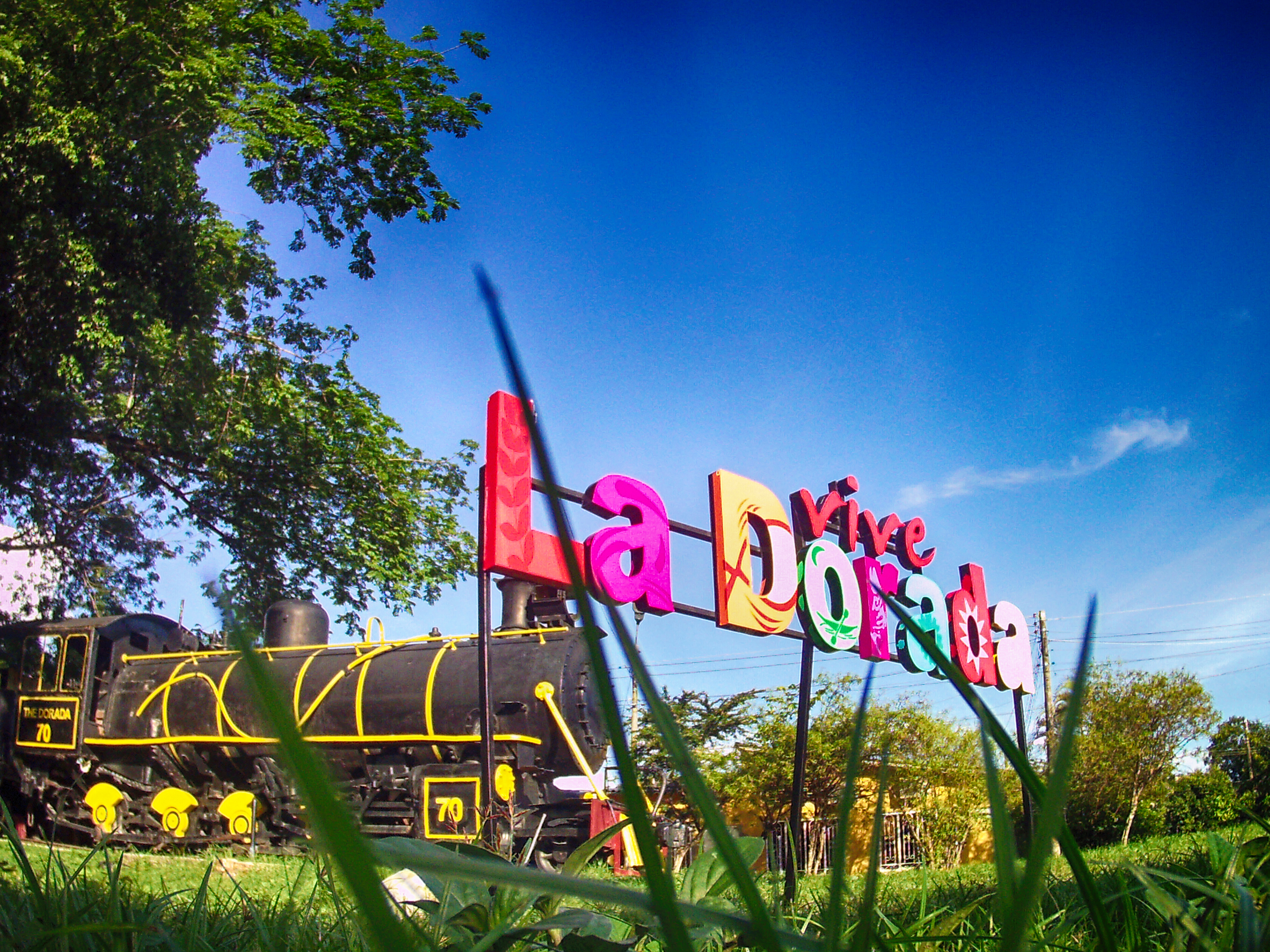
Locomotora N°70 de Railway Company en La Dorada (Caldas).

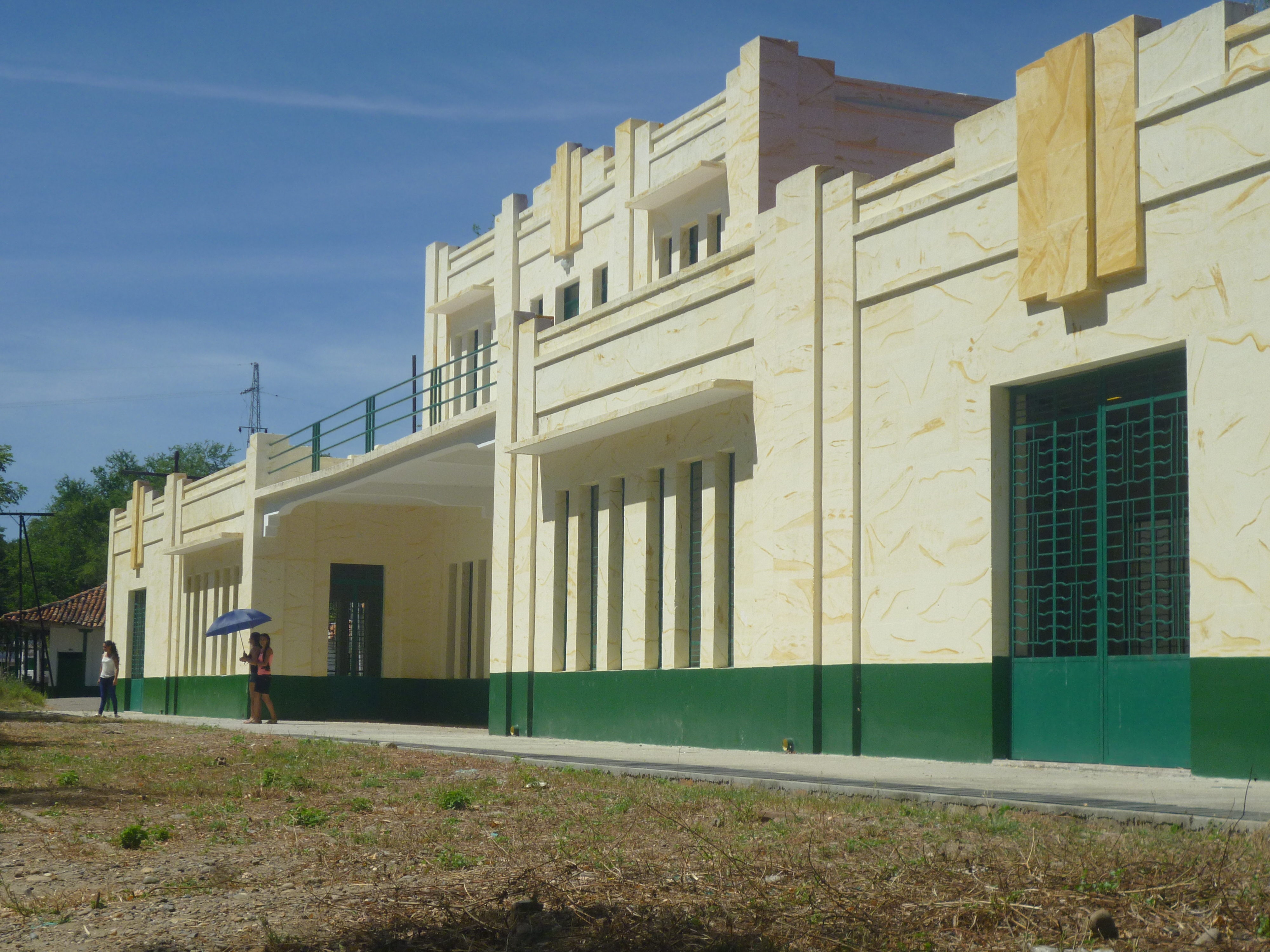
Estación del ferrocarril en Ambalema.

  - Ambalema - Ferrocarril Ambalema - Ibagué
  - Mariquita - Cable Aéreo Manizales - Mariquita